# Pentecoste
Pentecoste là một đô thị thuộc bang Ceará, Brasil. Đô thị này có diện tích 1378,295 km², dân số năm 2007 là 33305 người, mật độ 24,16 người/km².